# Loi sur les mesures spéciales d'importation
Lire en ligne

[PDF] Texte officiel

La Loi sur les mesures spéciales d'importation (LMSI) (Special Import Measures Act), est une loi destinée à protéger les fabricants canadiens du dumping.

## Annexe